# Departamentul Okano
Departamentul Okano este un departament din provincia Woleu-Ntem  din Gabon. Reședința sa este orașul Mitzic.